# 二十盾虫属
二十盾虫属（学名：Icosaspis）为穿盾虫科的一个属。

## 下属物种
本属包括以下物种：
- 秀丽二十盾虫 Icosaspis elegans (Haeckel, 1887)